# Institution Sainte-Marie d'Antony
Pour les articles homonymes, voir Sainte-Marie et Lycée Sainte-Marie.
L'Institution Sainte-Marie est un établissement privé catholique sous contrat d'association avec l'État et sous tutelle marianiste. Il est situé à Antony dans les Hauts-de-Seine. L'établissement compte environ 3 500 élèves regroupés en 109 classes, allant de la maternelle aux classes préparatoires, ce qui en fait le plus grand établissement scolaire privé de France.

## Histoire
L’établissement actuel, qui a fêté son centenaire en 1997, est né de la fusion des deux anciennes écoles marianistes d'Antony avec deux très anciennes écoles privées d’Antony installées rue Auguste-Mounié (Saint-Joseph au no 12 et La Croix au no 19) puis avec l’établissement créé en 1968 à la suite de la disparition de l’Institution « Sainte-Marie de Monceau ». Ce dernier établissement était tenu par les marianistes à Paris jusqu’en 1968, date à laquelle les bâtiments avaient été détruits pour céder la place au siège d'Électricité de France (EDF).

### Les anciennes écoles d'Antony
Au XIXe siècle, lorsque l'on remontait la rue Auguste-Mounié (qui s'appelait avenue du Pont), le premier bâtiment à droite était l'école primaire dirigée par les marianistes et qui fut fondée en 1850 par monsieur Lennuyeux, instituteur, en application de la loi Falloux du 15 mars 1850 sur la liberté de l'enseignement. En face se trouvait une école privée qui a une longue histoire. Cette école, installée là en 1820, fut fondée par les religieux de la congrégation de Saint André-Hubert Fournier. Elle remplaçait celle construite place de l'Église en 1788 qui était devenue trop exiguë. En vertu des lois de laïcisation, la commune crut possible d'installer l'école laïque publique de filles dans le bâtiment de cette école des sœurs. Les partisans de l'école religieuse, après de très longues et très âpres discussions avec la commune, versèrent 35 000 francs or pour conserver leur école. Mais comme il n'existait pas d'école laïque pour les filles, la commune versa pendant deux ans la somme de 500 francs à l'école qu'on appelait encore l'école des sœurs, malgré le départ de celles-ci en 1904. Ce ne fut qu'en 1905 que fut ouverte l'école communale des filles. Madame Larrieu, directrice de l'école privée des filles, fut assassinée le 31 juillet 1908 par de jeunes voyous et madame Balencie qui lui succéda donna le nom d'Institution Jeanne-d'Arc à l'établissement qui, vers 1928, devint l'Institut La Croix.
Après la Première Guerre mondiale, madame Balencie songea à se retirer. Mais l'abbé Sauvanaud, curé de Saint-Saturnin, voulait sauvegarder l'école. Il chercha donc une communauté religieuse qui voudrait bien s'installer à Antony et la reprendre. Les sœurs de la congrégation de la Croix, alors installées à Passy, cherchaient une maison en banlieue. Le 16 juillet 1928, la congrégation de la Croix s'installait rue de la Mairie. L'école comptait alors 150 élèves, dont une trentaine d'internes. En 1945, les sœurs transformèrent l'école primaire en école secondaire. En 1953, une nouvelle tranche d'agrandissements fut décidée. En 1955, la suppression de l'internat libéra encore quelques classes. Le nombre des élèves passa à 500 en 1960. Chaque année, l'école s'est développée, jusqu'en 1975 où la congrégation des Sœurs de la Croix se mit d'accord avec la congrégation des marianistes pour faire de leurs deux écoles une seule unité pédagogique et administrative.

### L'arrivée des marianistes à Antony

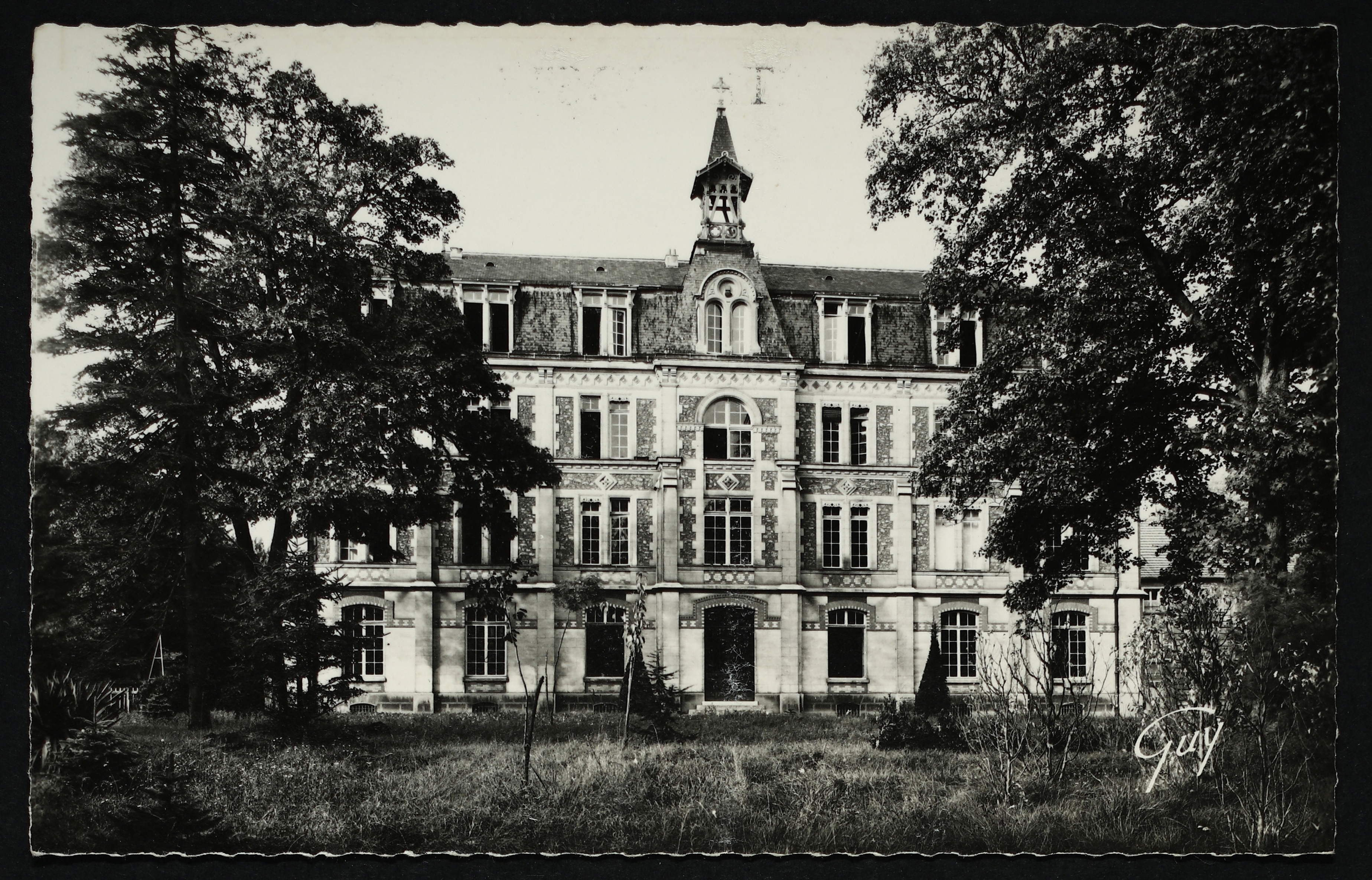
École Sainte-Marie et séminaire.

Trois religieux marianistes arrivent à Antony en 1897. Ils s'installent dans la propriété Chénier et y créent une école primaire. En 1898, ils construisent le bâtiment surmonté d'un clocheton, que l'on connaît aujourd'hui sous le nom de maison Saint-Jean. Ce bâtiment fait alors office de petit séminaire. En 1903, l'enseignement est interdit aux membres des congrégations religieuses. Les frères marianistes sont expulsés d'Antony. La propriété est alors achetée par une ancienne novice et devient pension de famille puis hôpital auxiliaire pendant les deux guerres mondiales. Entre-temps, les marianistes réinvestissent les lieux et continuent d'enseigner. En 1921, ils créent l'Institution secondaire Sainte-Marie.

### Le retour des marianistes en 1967
Les marianistes qui étaient installés construisent en 1967 l’actuel bâtiment (agrandi depuis) et ouvrent l'Institution Sainte-Marie. Le collège Sainte-Marie de Monceau fusionne alors avec le collège Fénelon qui avait été fondé en 1869 par les prêtres du diocèse de Paris. Ce nouvel établissement fusionne ensuite avec le collège Saint-Augustin pour donner naissance à l’établissement Fénelon - Sainte-Marie - Saint-Augustin puis avec l’établissement de filles Sainte-Marie - La Madeleine pour créer l'établissement que l’on connaît aujourd'hui sous le nom de Fénelon - Sainte-Marie. Quant à l'école, elle s'est installée en 1996 dans des bâtiments nouvellement construits en remplacement des bâtiments de l'école La Croix, démolis le 28 août 1995.
L'établissement doit beaucoup au père Roger Ninféi qui, après avoir dirigé pendant dix ans le collège Stanislas de Paris, mit son expérience à profit pour mettre en place des structures solides et efficaces tant en ce qui concerne les problèmes scolaires que ce qui touche à l’aspect éducatif[non neutre].
L'association des anciens élèves de Sainte-Marie d'Antony a intégré parmi ses membres les anciens élèves de Sainte-Marie de Monceau.

## Spécificité du projet éducatif
L’Institution Sainte-Marie d'Antony est un établissement catholique d’enseignement ouvert à tous. Il est animé par des laïcs en collaboration étroite avec des religieux marianistes qui assument la tutelle congréganiste de l’établissement depuis sa fondation. Sa finalité et ses objectifs se situent dans la ligne du concile Vatican II qui a, entre autres, défini la vocation de l’école catholique. En outre, la présence, dans la Maison Saint-Jean, d’une communauté religieuse, très investie dans la vie et le fonctionnement de l’établissement, assure la permanence d’une manière de pensée et de vivre qui donne sa personnalité propre à l’Institution. La communauté éducative est animée par l’esprit évangélique de liberté et de charité où les jeunes réalisent l’unité de leur vie dans la synthèse de la culture humaine et de la foi.
La pédagogie marianiste est centrée sur cinq axes :
- éduquer dans une perspective de foi ;
- offrir une éducation intégrale de qualité ;
- vivre dans une ambiance d'esprit de famille ;
- préparer à servir la justice et la paix ;
- rendre capable de s'adapter aux changements.

Cette pédagogie est présentée dans l'ouvrage Éduquer pour faire grandir rédigé par le père Jean-Claude Délas, alors directeur de Sainte-Marie. Religieux marianiste, il dirige pendant huit ans l'établissement marianiste de Bordeaux, avant de venir occuper à Paris la fonction de Provincial de sa congrégation, c'est-à-dire supérieur pour toute la Province de France, Belgique et Afrique francophone. Une fois son mandat terminé en 1988, il prend la direction de l'Institution Sainte-Marie d'Antony. Il écrit alors chaque semaine, un éditorial dans le journal interne de l'établissement (Sainte-Marie infos). La base de son ouvrage est constituée de ces textes, inspirés par l'actualité, son vécu quotidien de « prêtre-directeur » ou ses réflexions sur des sujets plus généraux. Ce livre est un « cri d'espérance pour ceux que guette le désarroi, une lumière lorsque s'épaississent les ténèbres, un hymne à la vie… ! », comme l'écrit le père Délas.

## L'établissement actuel

### Effectif
L’effectif augmente régulièrement : de l'ordre de 3 000 élèves dans les années 1990, il est de l’ordre de 3 200 dans les années 2000 et atteint 3 590 élèves en 2020/2021 se répartissant en 109 classes :
- 6 classes de maternelle (2 pour chacune des trois années) ;
- 18 classes à l'école primaire (3 en CP et CE1, 4 ensuite) ;
- 49 classes au collège (12 en 6e, 5e et 4e, 13 en 3e) ;
- 31 classes au lycée (11 en 2nde, 10 en 1re et 10 en Terminale) ;
- 5 classes préparatoires aux grandes écoles (MPSI, PCSI, MP, PC, PSI)[9].

Évolution de l’effectif :
| 1992-1993 | 1993-1994 | 1994-1995 | 1995-1996 | 1996-1997 | 1997-1998 | 1998-1999 | 1999-2000 |
| --------- | --------- | --------- | --------- | --------- | --------- | --------- | --------- |
| 3 035     | 3 054     | 3 029     | 2 951     | 2 986     | 3 068     | 3 125     | 3 114     |

| 2000-2001 | 2001-2002 | 2002-2003 | 2003-2004 | 2004-2005 | 2005-2006 | 2006-2007 | 2007-2008 | 2008-2009 |
| --------- | --------- | --------- | --------- | --------- | --------- | --------- | --------- | --------- |
| 3 115     | 3 165     | 3 190     | 3 209     | 3 194     | 3 258     | 3 248     | 3 235     | 3 284     |

### Les classes à thèmes
Sainte-Marie dispose de classes à thèmes, telles qu'arts du cirque, Odyssée (en 6e), sciences et arts, anglais renforcé en 6e et 5e, informatique (expérimentale en 4e), art et cinéma, classe littéraire, Vésuve, Andalousie, Saragosse, Une année un livre, ou encore les classes maîtrisiennes (de la 6e à la 3e, voir ci-dessous « l’importance du chant choral »).

### Résultats au baccalauréat
Durant les années 2004 à 2010, le pourcentage d'élèves reçus au baccalauréat a varié de 96 % à 100 % suivant les filières et les années.
Le magazine L'Express publie chaque année un classement des lycées en fonction de trois critères : le taux de réussite au bac, la proportion d'élèves de première qui obtient le baccalauréat en ayant fait les deux dernières années de leur scolarité dans l'établissement, et la valeur ajoutée (calculée à partir de l'origine sociale des élèves, de leur âge et de leurs résultats au diplôme national du brevet). En fonction de ces critères et pour les résultats 2017, ce lycée a été classé 10e sur 52 au niveau départemental quant à la qualité d'enseignement, et 122e sur 2 277 au niveau national, avec une note de 16,5 sur 20.
Lors de la session de juin 2018, 99,12 % des élèves de l'institution ont obtenu leur diplôme du baccalauréat. Parmi ces élèves, on recense 85,8 % de mentions dont 30,59 % de mentions « très bien ».

### Classements des CPGE
Le classement national des classes préparatoires aux grandes écoles (CPGE) se fait en fonction du taux d'admission des élèves dans les grandes écoles.
En 2015, L'Étudiant donnait le classement suivant pour les concours de 2014 :
| Filière    | Élèves admis dans une grande école* | Taux d'admission* | Taux moyen sur 5 ans | Classement national  | Évolution sur un an |
| ---------- | ----------------------------------- | ----------------- | -------------------- | -------------------- | ------------------- |
| MP / MP*   | 0 / 31 élèves                       | 0 %               | 2 %                  | 114e ex æquo sur 114 | 83                  |
| PC / PC*   | 0 / 33 élèves                       | 0 %               | 1 %                  | 110e ex æquo sur 110 | 68                  |
| PSI / PSI* | 0 / 25 élèves                       | 0 %               | 2 %                  | 120e ex æquo sur 120 | =                   |
|            |                                     |                   |                      |                      |                     |

### Directeurs successifs

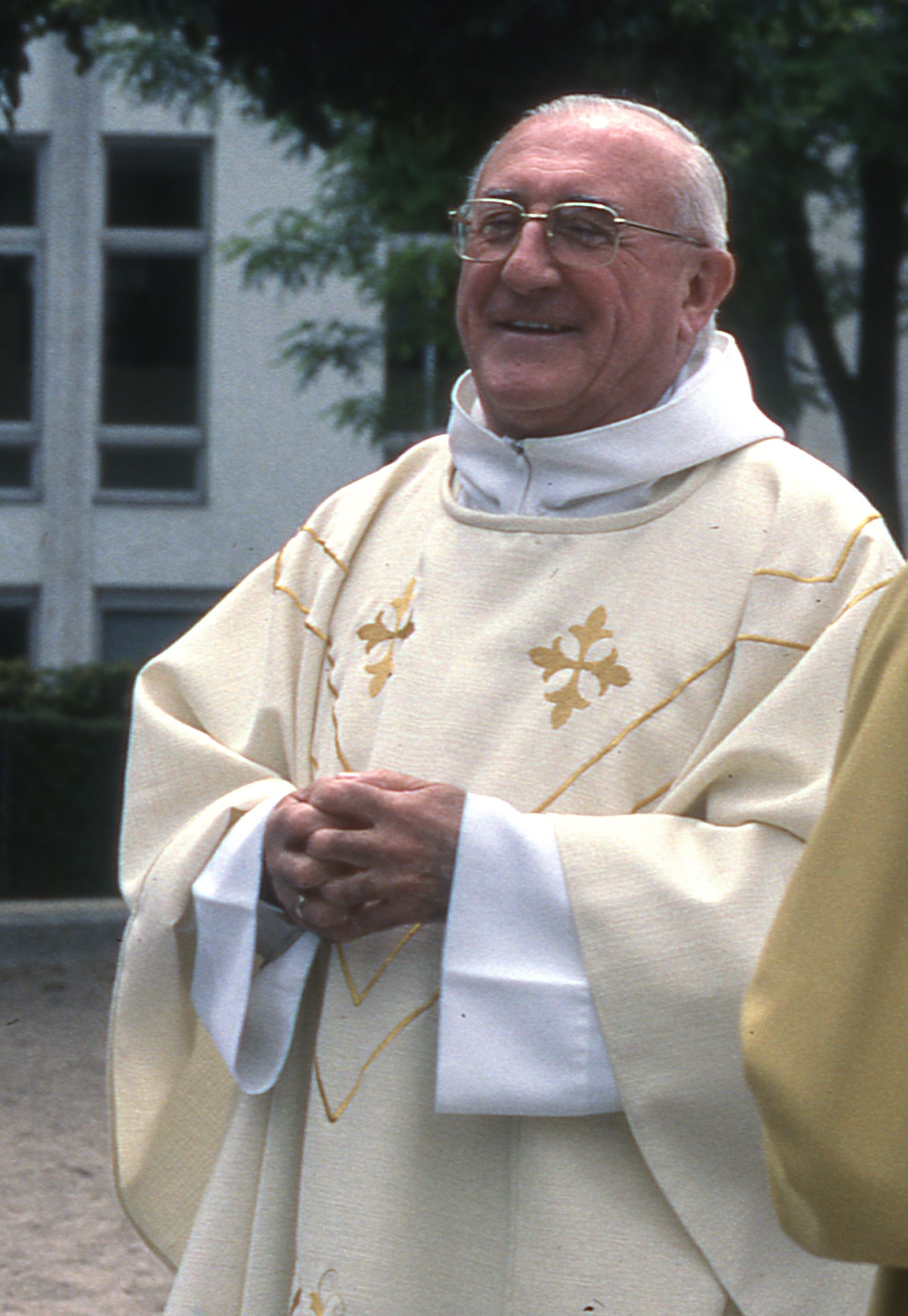
Père Jean-Claude Délas,
en juin 1995.

### L’importance du chant choral
Les responsables de la communauté marianiste ont créé plusieurs ensembles :
- depuis 1968, la maîtrise d’Antony[20] sous la responsabilité du père Patrick Giraud jusqu’à son départ en 2004, à qui a succédé Georges Bessonnet[21] (premier prix d'orgue et de fugue du conservatoire national supérieur de musique de Paris)[22]. La maîtrise d'Antony est la section maîtrisienne de l'établissement scolaire. La maîtrise hérite d'une solide tradition chorale avec les trois chœurs créés par le père Giraud (une manécanterie de garçons « à voix mixtes » de 100 chanteurs de 10 à 20 ans, une chanterie de filles « à voix égales » de 50 filles de 12 à 16 ans, un chœur de jeunes gens et d'adultes de 60 chanteurs). Il y a une classe maîtrisienne par division au Collège, avec un programme scolaire aménagé pour donner le maximum de temps à la formation musicale. En 1988, la direction de l'établissement décide de modifier son organisation en fondant la « section maîtrisienne », assurant aux jeunes chanteurs une formation musicale et vocale de qualité, incluse dans le temps scolaire. La Maîtrise d'Antony est affiliée à la fédération internationale des Pueri Cantores[23].
- Le chœur d'enfants Amazing Grace[24] : Fondé en 2005 par le frère Olivier Glaize (ancien choriste des Petits Chanteurs de Sainte-Marie et ancien directeur musical des Petits Chanteurs de Saint-André de Colmar), ce chœur rassemble une centaine de choristes de 8 à 20 ans. Le répertoire touche les musiques du monde d'hier et d'aujourd'hui, le gospel et le chant africain dansé, en particulier le chant zoulou dansé. Le chœur est affilié à la fédération internationale des Pueri Cantores.

## Les bâtiments

### Les bâtiments scolaires

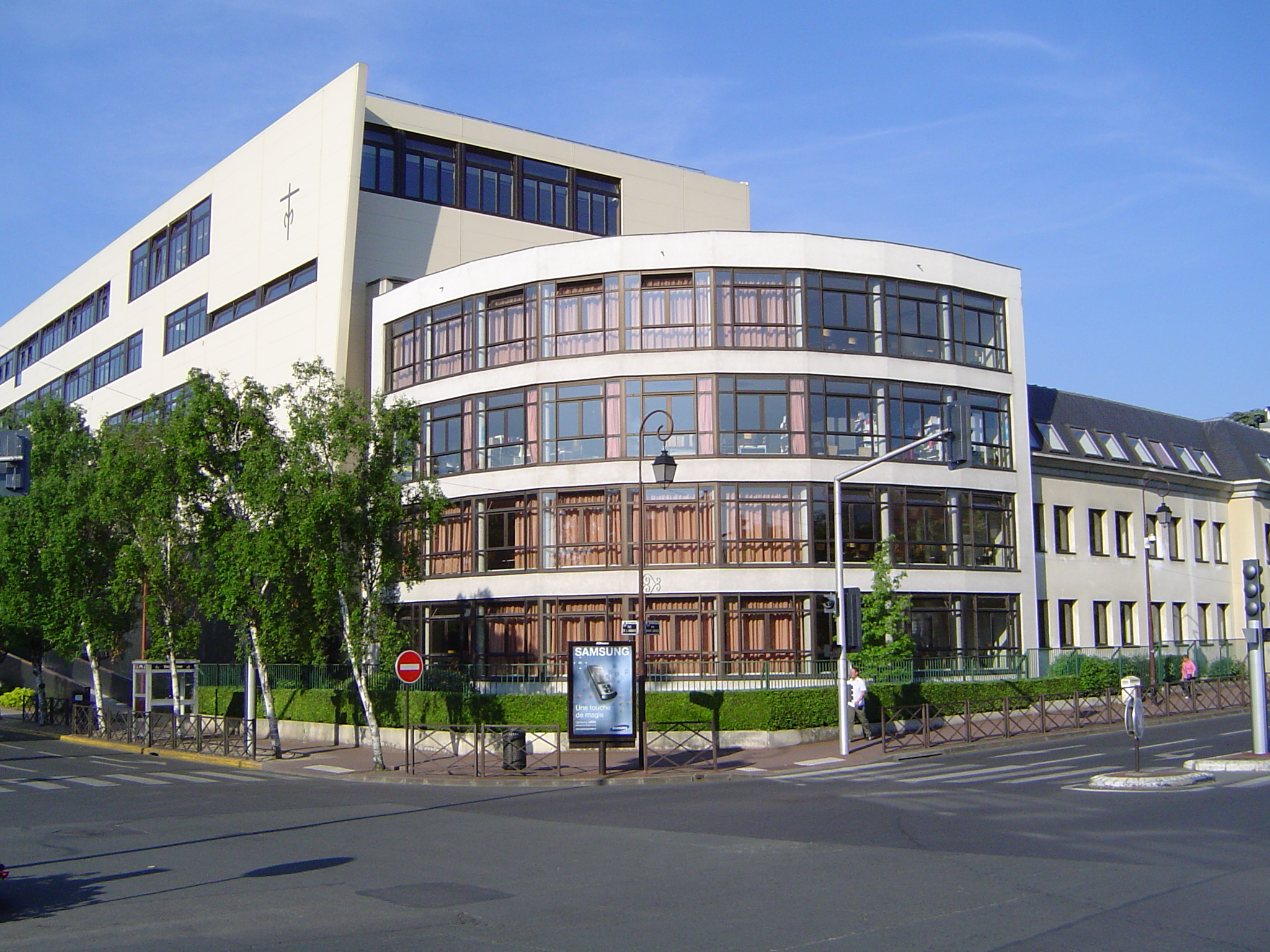
Le bâtiment principal, côté rue Maurice-Labrousse.

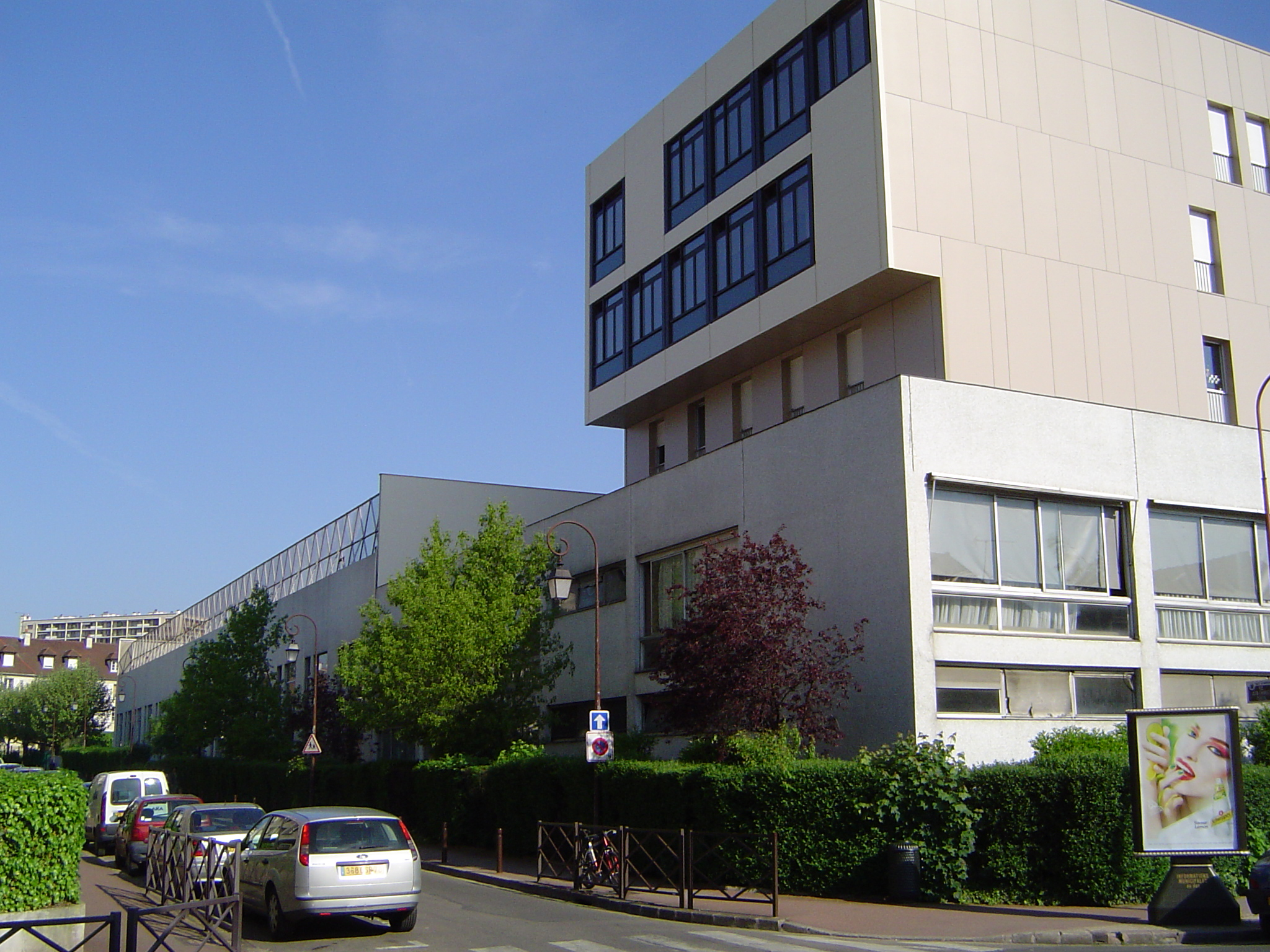
Le bâtiment principal, côté rue Jean-Charles-Persil.

Les bâtiments scolaires sont situés :
- rue Auguste-Mounié (maternelle et primaire), bâtiment construit en 1996 ;
- rue de l'Abbaye (collège, lycée, classes préparatoires, internat) : bâtiment construit en 1968, extension en 1992. L'inauguration des nouveaux locaux scolaires ont eu lieu le mardi 8 décembre 1992[25]. Ces nouvelles constructions ont permis l'aménagement d'une grande bibliothèque, de salles d'étude ainsi que la réalisation d'un laboratoire de physique-chimie et de sciences naturelles. À cette occasion, le père Délas, directeur, a reçu les Palmes académiques des mains du père Cloupet, secrétaire général de l'enseignement catholique.

Ce dernier bâtiment a été construit sur le domaine de Jean-Charles Persil. On conserva l'ancienne « propriété Chénier », mais on démolit le pavillon de chasse qu'on appelait le « chalet ». La maison Saint-Jean, ancienne propriété Chénier dite « de la Belle Levantine », est aujourd'hui occupée par la communauté marianiste.

### La maison Saint-Jean

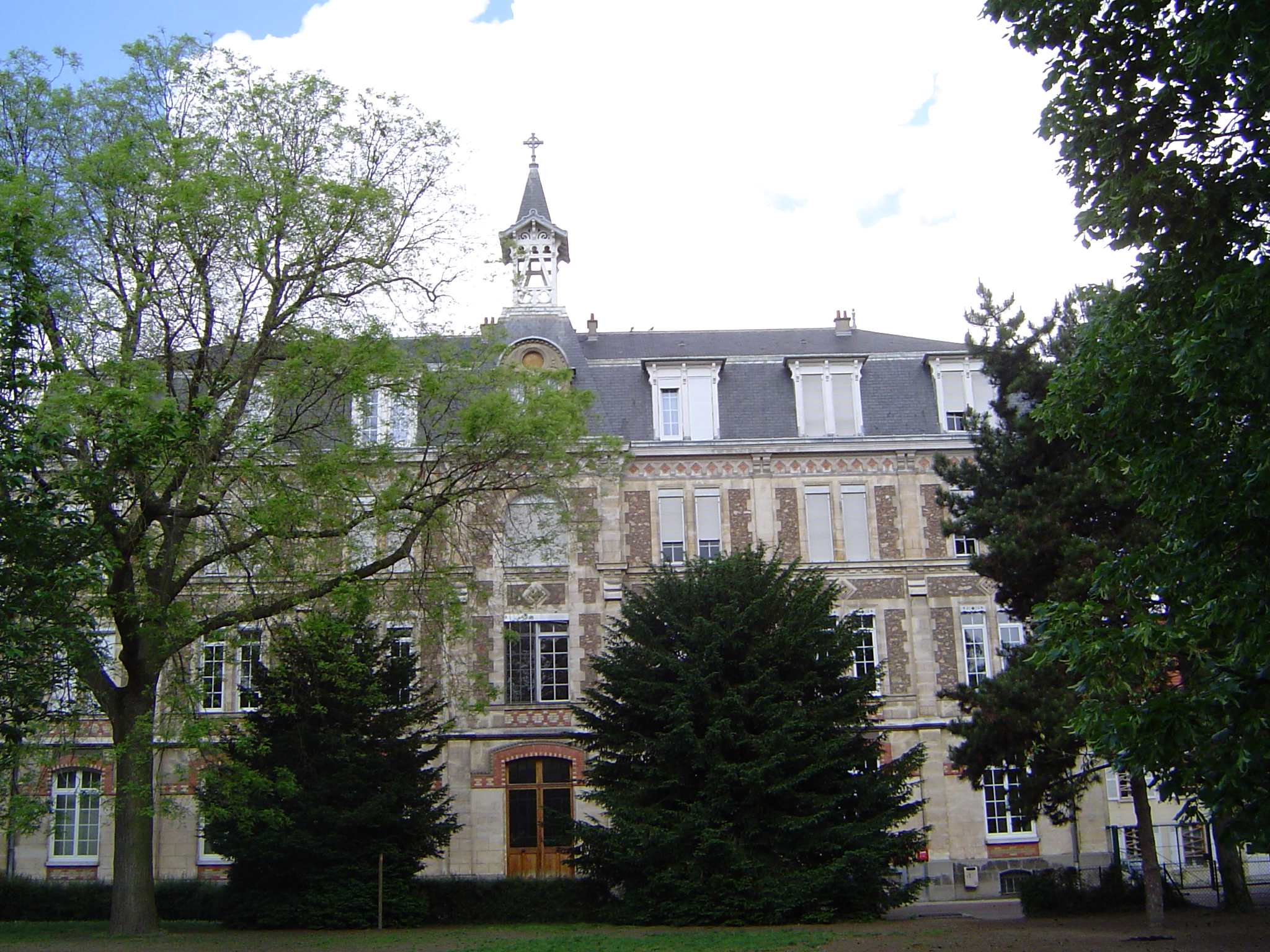
La maison Saint-Jean

Ce bâtiment a été construit par Louis-Sauveur Chénier, fils cadet de Louis Chénier, et frère d'André Chénier sur les plans de l'architecte Georges Auguste Ranchon. La femme de Louis-Sauveur Chénier avait acheté le domaine en juin 1805 grâce à la procuration donnée par son mari qui se trouvait alors au camp d'Utrecht. Madame Chénier fit démolir la maison qui s'y trouvait et fit construire la grande maison bourgeoise que nous connaissons aujourd'hui. N'ayant pas remboursé les dettes contractées pour effectuer tous les travaux, Louis Sauveur, après son retour, dut laisser vendre la propriété sur licitation en 1818. Celle-ci fut alors acquise par Jean-Charles Persil, ministre du roi Louis-Philippe, qui y mourut en 1870.
Ce bâtiment (façades et toiture) fait l’objet d’une inscription au titre des monuments historiques depuis le 21 novembre 1973.

### La chapelle Sainte-Marie Mère de l'Église

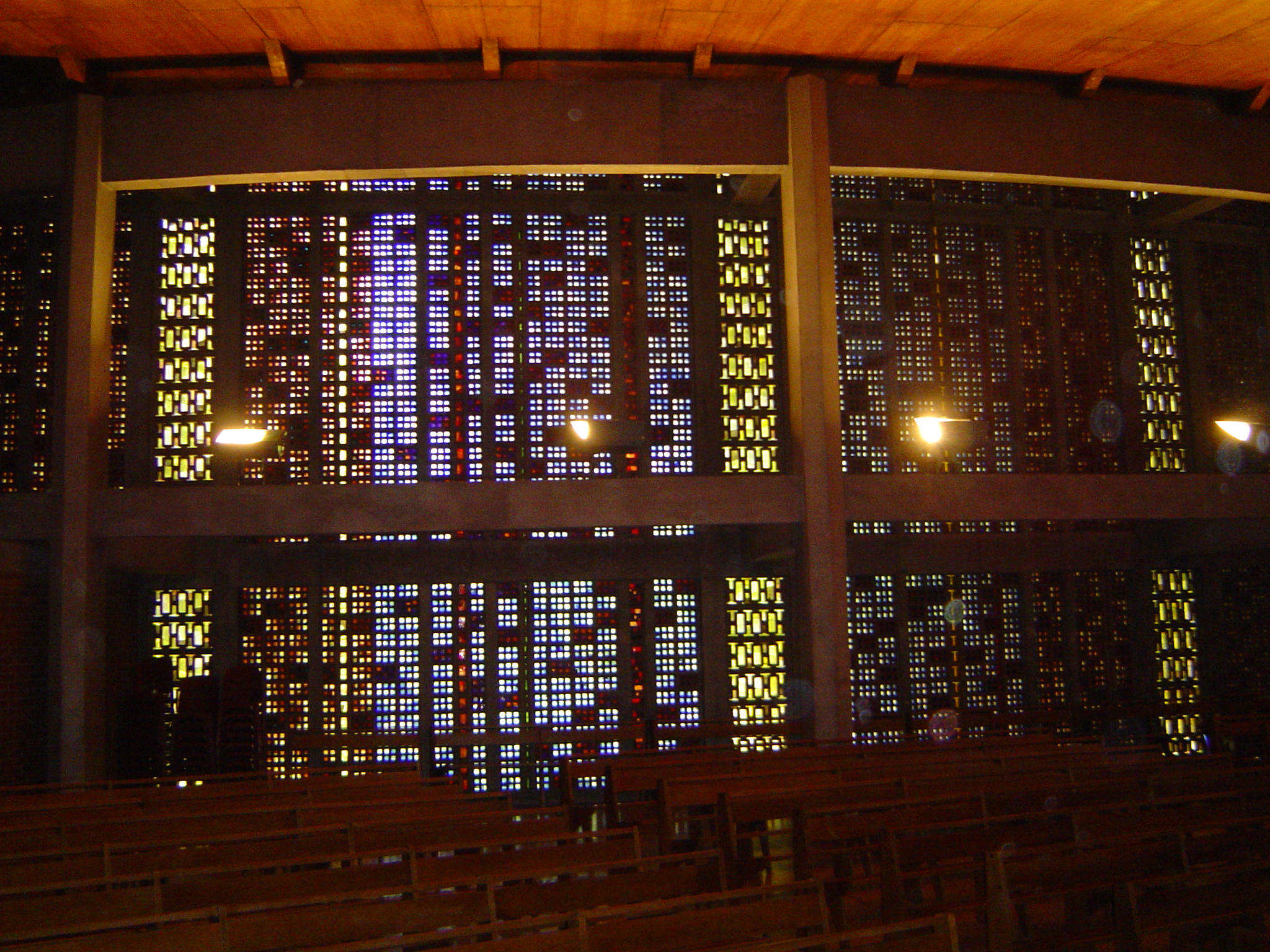
La paroi de verre

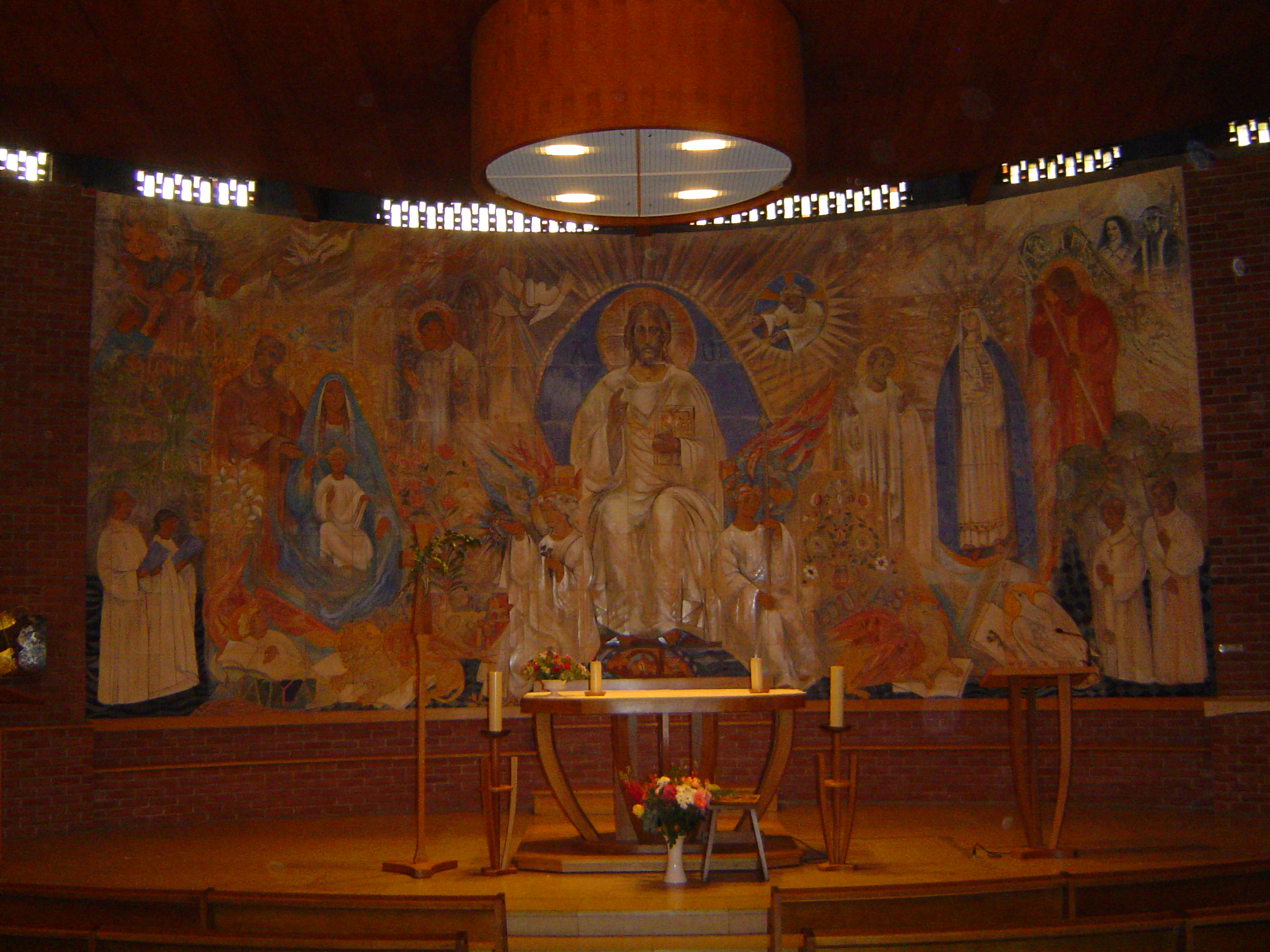
La fresque de céramique

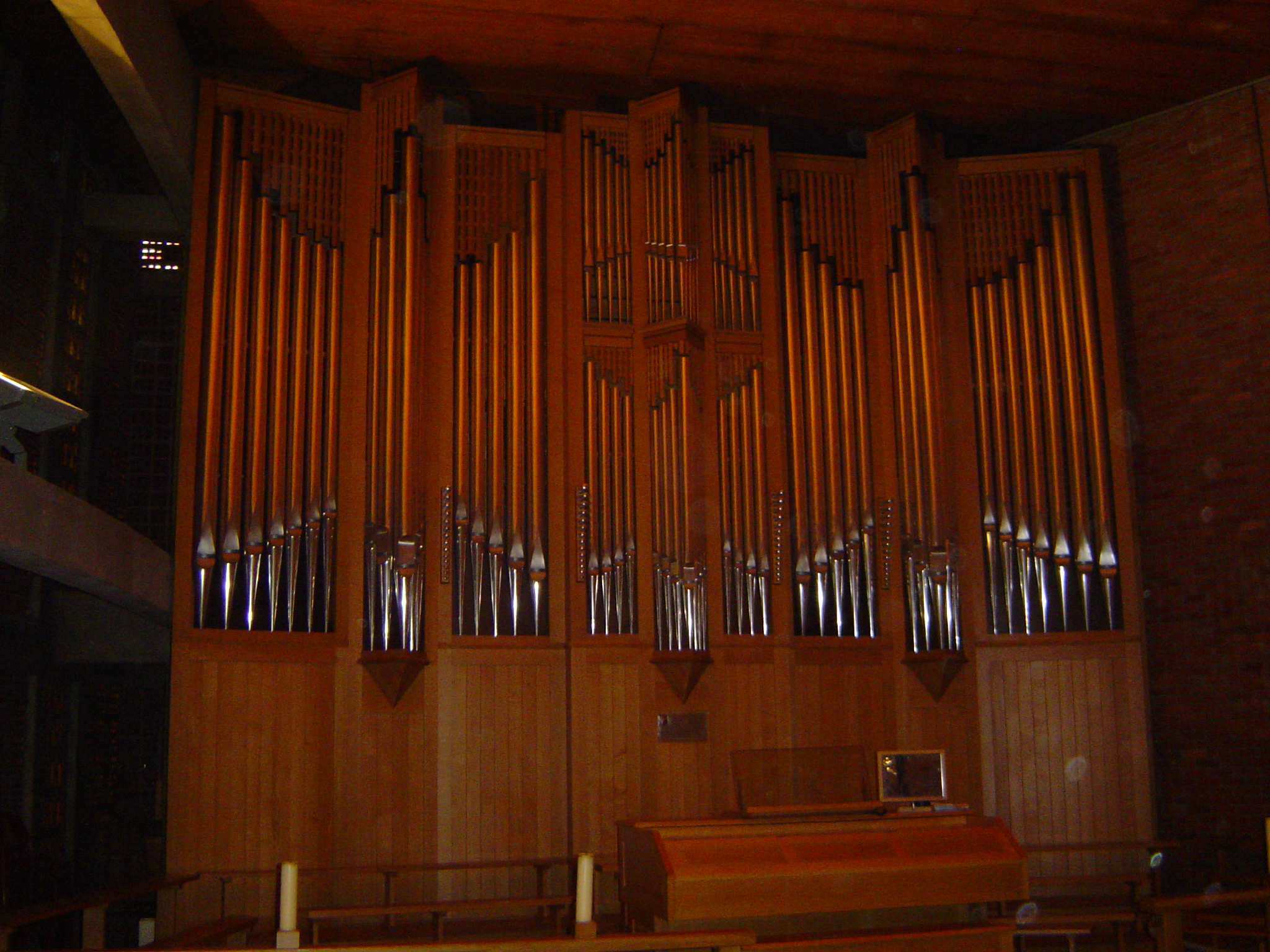
L'orgue

Le bâtiment de la rue de l'Abbaye abrite la chapelle Sainte-Marie Mère de l'Église, labellisée « Patrimoine architectural du XXe siècle » par le ministère de la Culture le 24 novembre 2011,.
La chapelle a été construite en 1968 par les architectes Georges Dengler et Zunz. Elle renferme un grand nombre d’œuvres d’art, notamment une très grande et très belle paroi ajourée en briques, œuvre du maître-verrier Henri Martin-Granel, une grande fresque de céramique de 220 carreaux couvrant 41 m2, œuvre de Jacqueline Bechet-Ferber commencée en 1998 et terminée en 2000 par les carreaux en haut à gauche, où l'on distingue le sigle de l'année jubilaire (le cercle contenant les cinq continents représentés par cinq colombes de couleur différente).
En 1994, la chapelle a été dotée d'un orgue majestueux dû au facteur François Delangue de Metz. Béni par Mgr François Favreau, évêque émérite du diocèse de Nanterre, le 7 décembre 1994, il a été inauguré par son titulaire Georges Bessonnet et par plusieurs organistes de renom : Jean Guillou, Olivier Latry, François-Henri Houbart et Pierre Pincemaille. De conception musicale et technologique particulièrement moderne, il est l'un des plus beaux fleurons de l'orgue contemporain. Sa construction a duré neuf mois. Riche de 3 050 tuyaux, répartis en 43 jeux sur 3 claviers de 61 notes et 1 pédalier de 32 notes, de 24 clochettes et 19 chanoines, il est équipé d'un système d'assistance électronique.
La chapelle est utilisée pour des concerts, également pour des enregistrements de disques, comme le CD Geistliche Liede (motets des romantiques allemands Brahms, Bruckner et Mendelssohn) du chœur Stella Maris.
La messe télévisée y a été célébrée le dimanche 2 mai 1976 et de nouveau le dimanche 5 décembre 2010.
Quant à la messe radiodiffusée sur les ondes de France Culture, elle l'est régulièrement deux à trois fois par an à partir de cette chapelle dépendant de la paroisse Saint-Saturnin d'Antony.

## Quelques originalités

### Ateliers d’écriture
En association avec l'association culturelle littéraire « Les Éditions de l'Avenue », Sainte-Marie organise l'animation d'ateliers d'écriture dans les classes primaires. Ces ateliers ont pour buts de développer le plaisir d'écrire, d'encourager le goût de la lecture et de faire de l'écriture un plaisir partagé.

### La piscine
Le bâtiment scolaire de la rue de l'Abbaye est connu dans la banlieue sud pour sa grande piscine rénovée en septembre 2020, et très utilisée par le club de plongée et l'association sportive de natation.

### Enseignement du japonais
Sainte-Marie est l’un des rares établissements où le japonais est enseigné à partir de la classe de seconde. Cette rareté est due à la présence des marianistes au Japon depuis plus de 120 ans. L'école Gyosei (en) (École de l'Étoile du Matin) a été créée à Tokyo en 1888 et quatre autres établissements ont été ensuite créés entre 1901 et 1906 dans quatre villes : Nagasaki, Yokohama, Osaka et Kumamoto. Cette dernière ville comptait l'un des sept lycées supérieurs existant au Japon. L'école de l'Étoile du Matin a été le berceau intellectuel de nombreux Japonais de l'élite. En hommage à cette présence importante au Japon, un ministre japonais de l'éducation nationale a visité l'Institution Sainte-Marie d'Antony au début des années 1980 ; c'est à la suite de cette visite que le japonais a été inscrit dans les formations du lycée.

### Section anglophone
L'Institution Sainte-Marie propose un programme d'étude sur trois ans à partir de l'année de seconde, visant à garantir aux élèves sélectionnés un niveau C1 en anglais. Ce programme ne bénéficie pas de l'appellation normalisée de section européenne puisque le programme d'étude est différent et régi par les professeurs eux-mêmes. Il comprend en outre des cours d'histoire en anglais, des cours de conversation et de civilisations ainsi que deux voyages, en Angleterre en seconde et aux États-Unis en première, tous deux en famille d'accueil.

## Quelques anciens de Sainte-Marie de Monceau et de Sainte-Marie d'Antony
- Jacques Jomier (1914-2008), ecclésiastique.
- Jean Raspail (1925-2020), écrivain, journaliste, voyageur et explorateur, consul général de Patagonie.
- Christian de Chergé (1937-1996), religieux français trappiste, assassiné à Tibhirine en Algérie.
- Sabine Quindou (1970), journaliste et animatrice de télévision.
- Philippe Collas (1957), écrivain.
- Sandrine Mörch (1961), journaliste, députée à l'Assemblée nationale (2017-2022).
- Thierry Baudier (1962), directeur général de la Maison de la France

## Pour approfondir